# Chuffilly-Roche
Chuffilly-Roche is een gemeente in het Franse departement Ardennes (regio Grand Est) en telt 91 inwoners (2009). De plaats maakt deel uit van het arrondissement Vouziers.

## Geografie
De oppervlakte van Chuffilly-Roche bedraagt 7,7 km², de bevolkingsdichtheid is dus 11,8 inwoners per km².
De onderstaande kaart toont de ligging van Chuffilly-Roche met de belangrijkste infrastructuur en aangrenzende gemeenten.

## Demografie
Onderstaande figuur toont het verloop van het inwonertal (bron: INSEE-tellingen).

Vanwege een beveiligingsprobleem met de MediaWiki Graph-software is het momenteel niet mogelijk deze grafiek weer te geven. Zodra de software is bijgewerkt zal de grafiek vanzelf weer zichtbaar worden.

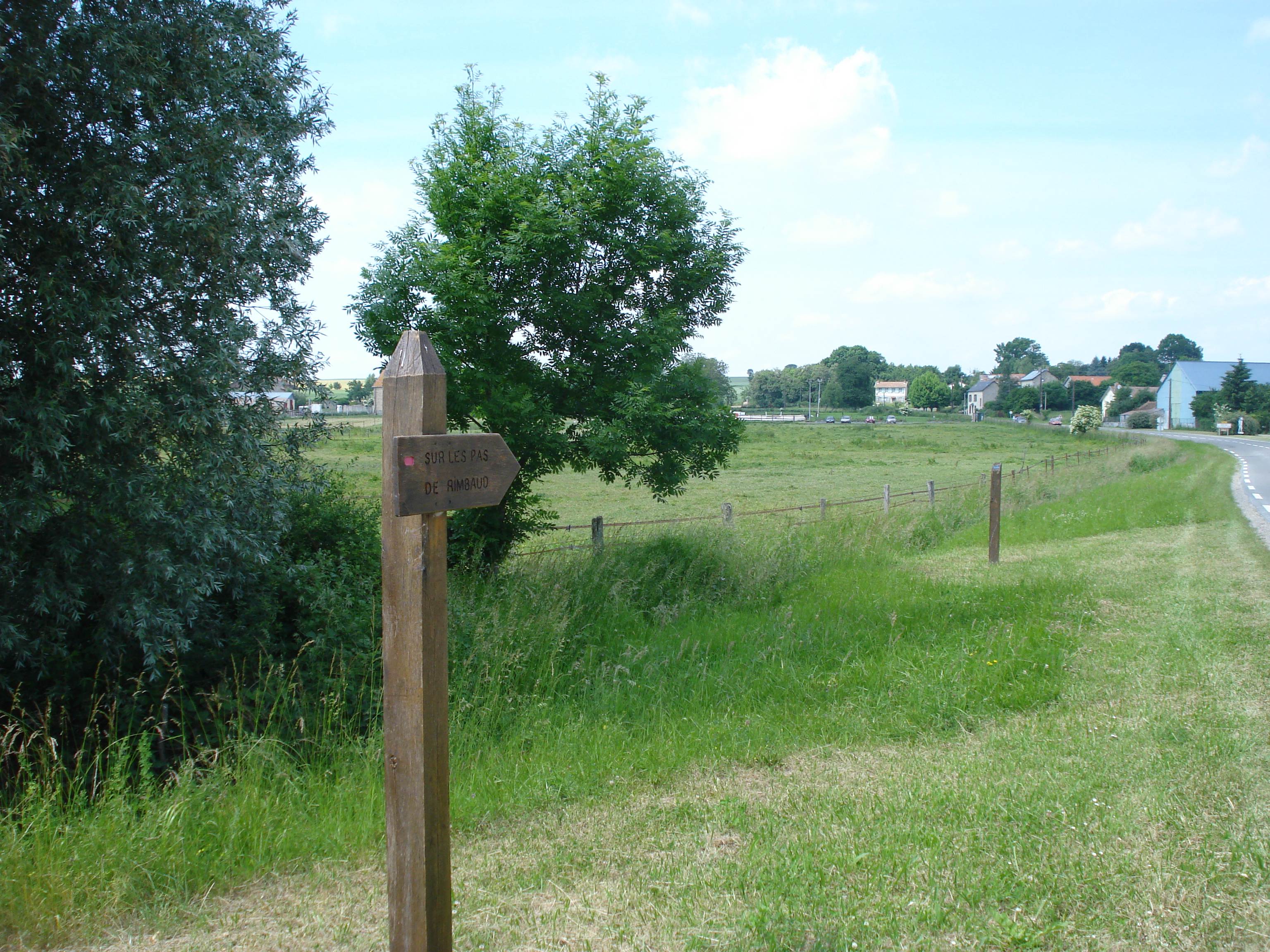
Wandelroute In de voetsporen van Rimbaud, uitzicht op Roche
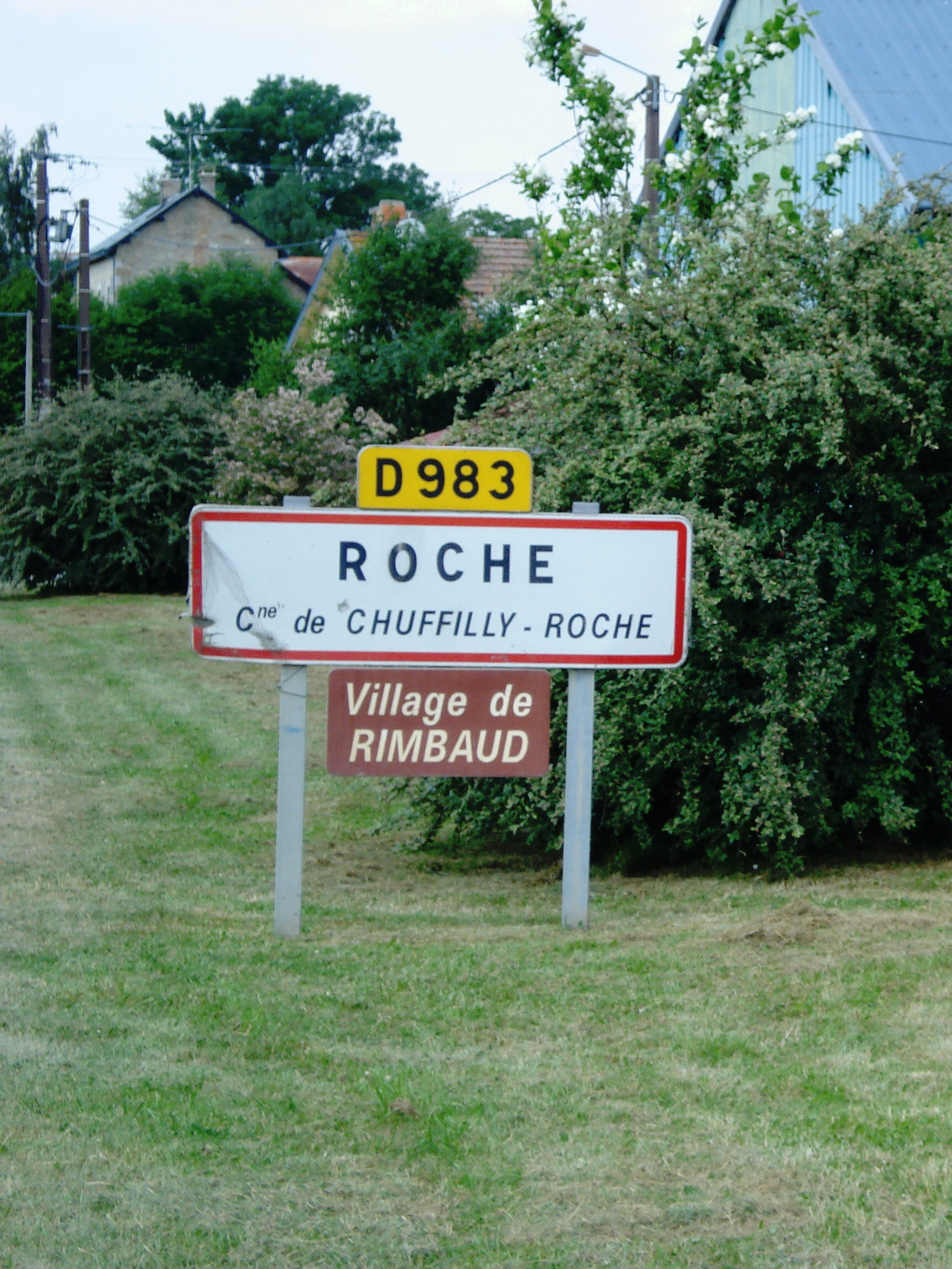
Entree van Roche, dorp waar Rimbaud vaak verbleef
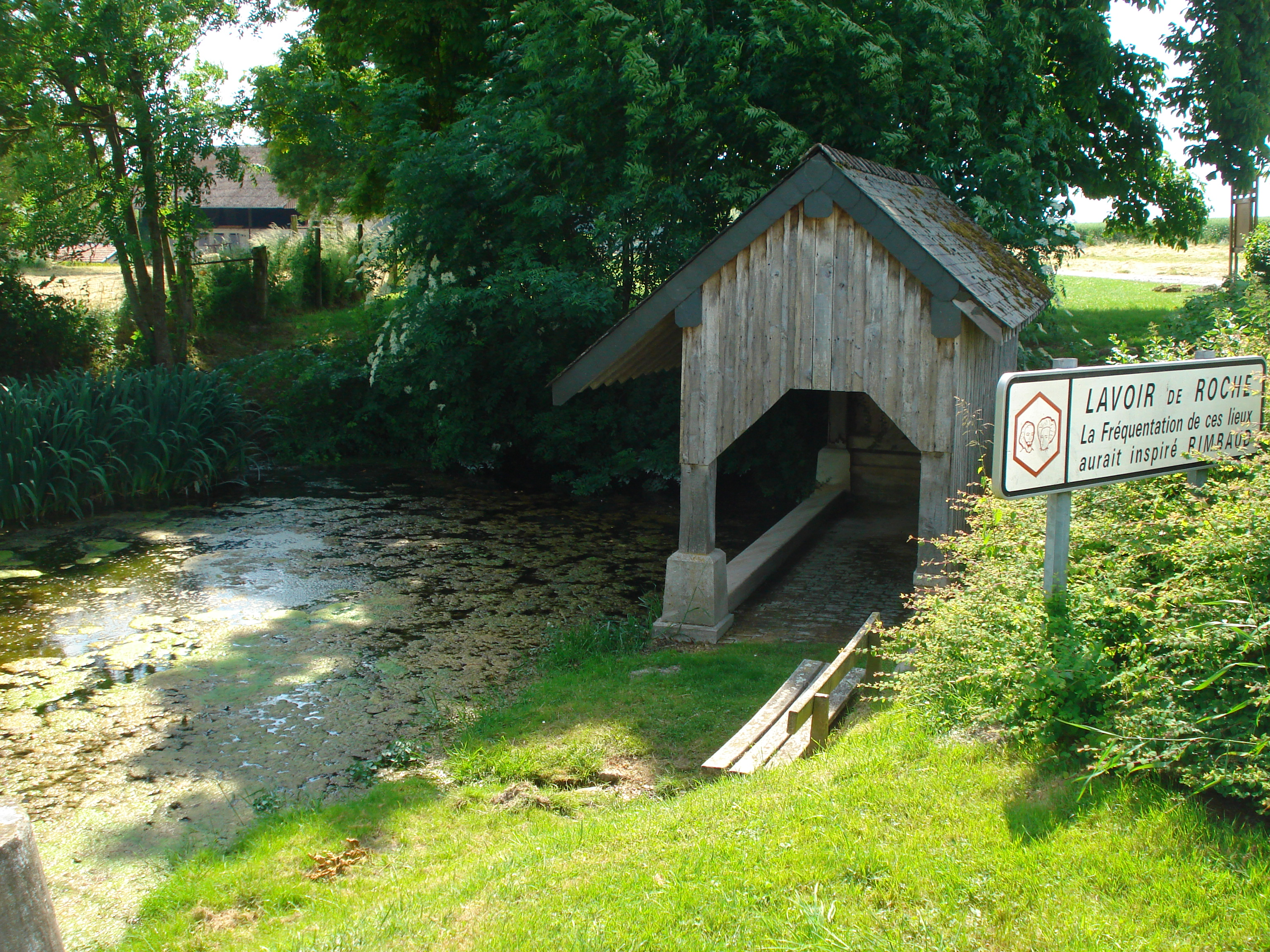
Het washuisje van Roch, bekend geworden door Rimbaud